# コンベア990
コンベア990 コロナード
Convair 990 Coronado
アメリカン航空のコンベア990A (N5619)
- 用途：旅客機
- 製造者：コンベア
- 運用者**アメリカン航空
  - スイス航空
  - スパンタックス
  - スカンジナビア航空
  - タイ国際航空
  - ヴァリグ・ブラジル航空
  - アメリカ航空宇宙局
  - ほか
- 初飛行：1961年1月24日
- 生産数：39
- 運用状況：全て退役

コンベア990 コロナード (Convair 990 Coronado) は、アメリカ合衆国の大手航空機製造会社ジェネラル・ダイナミクス社のコンベア部門が開発・製造した中型ジェット旅客機。同社最後の旅客機となった。

## 概要

### 世界最速
コンベア初のジェット旅客機コンベア880 (CV880) は、世界最速を謳い文句に華々しく登場したが、期待通りの性能が出せず、軍用から民生化したGE製CJ805-3Bターボジェットエンジンの低整備性や騒音と黒煙、マイナートラブルの多発、トリッキーな操縦性、競合機に比べて少ないペイロードなど、数々の欠点が明らかになり、大幅な値引にもかかわらず販売が伸び悩む。
また、ファースト / エコノミーの2クラスで90席前後の中距離機では、航空旅客需要の急増に追いつけない懸念から、ローンチカスタマーのアメリカン航空の要求に基づき、CV880が進空する前の1958年7月30日にゴーアヘッドが発表された。

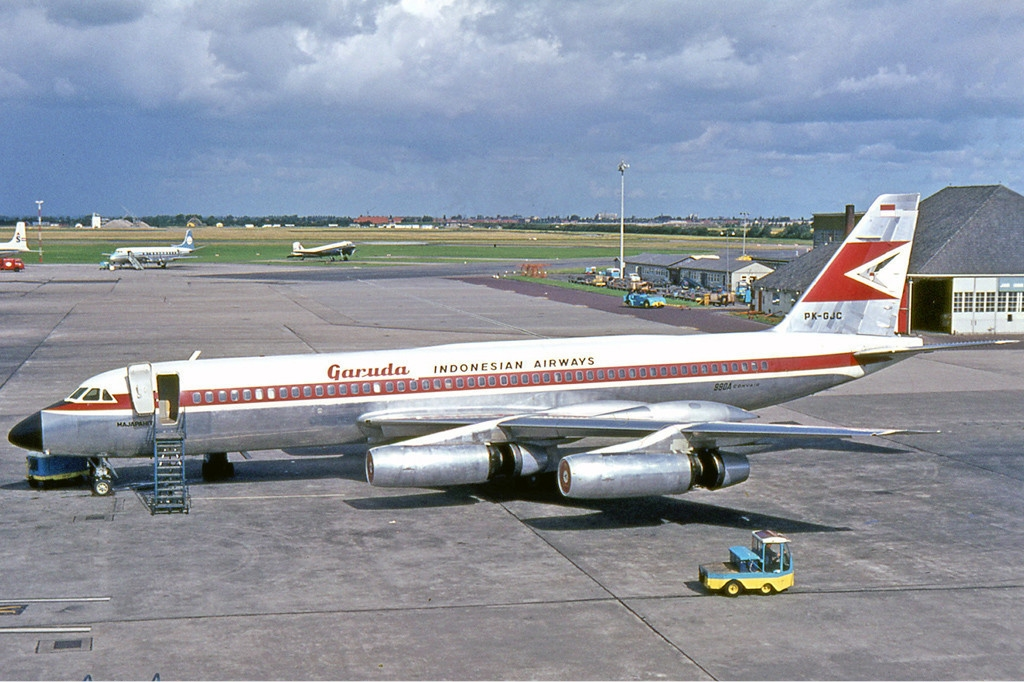
ガルーダ航空のコンベア990

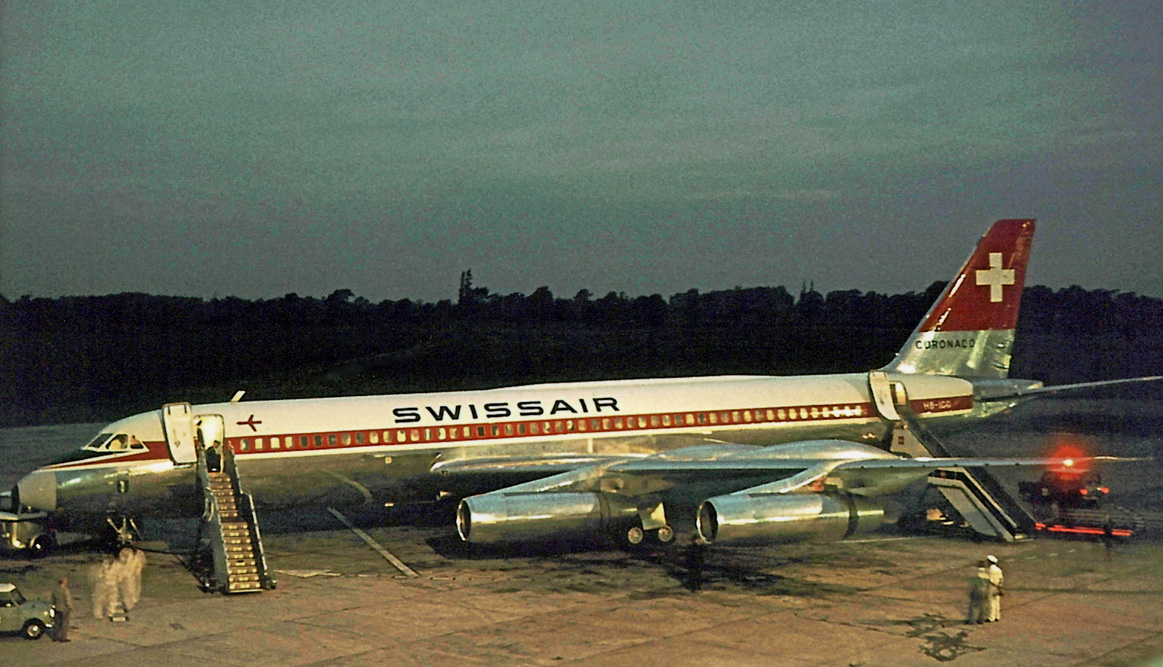
スイス航空のコンベアCV990

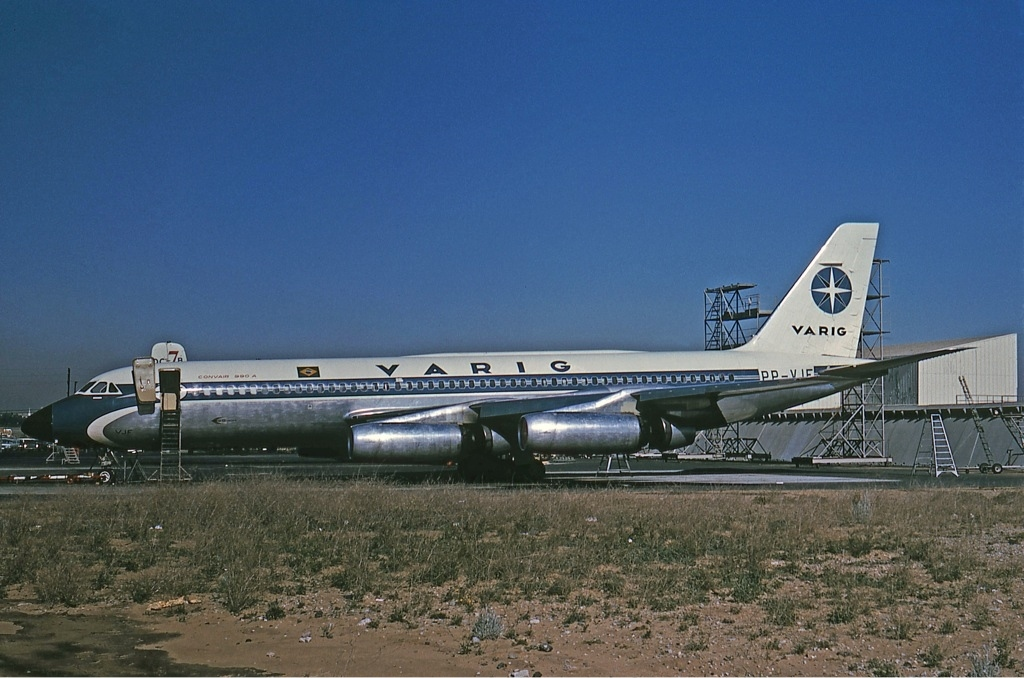
ヴァリグ・ブラジル航空のコンベアCV990

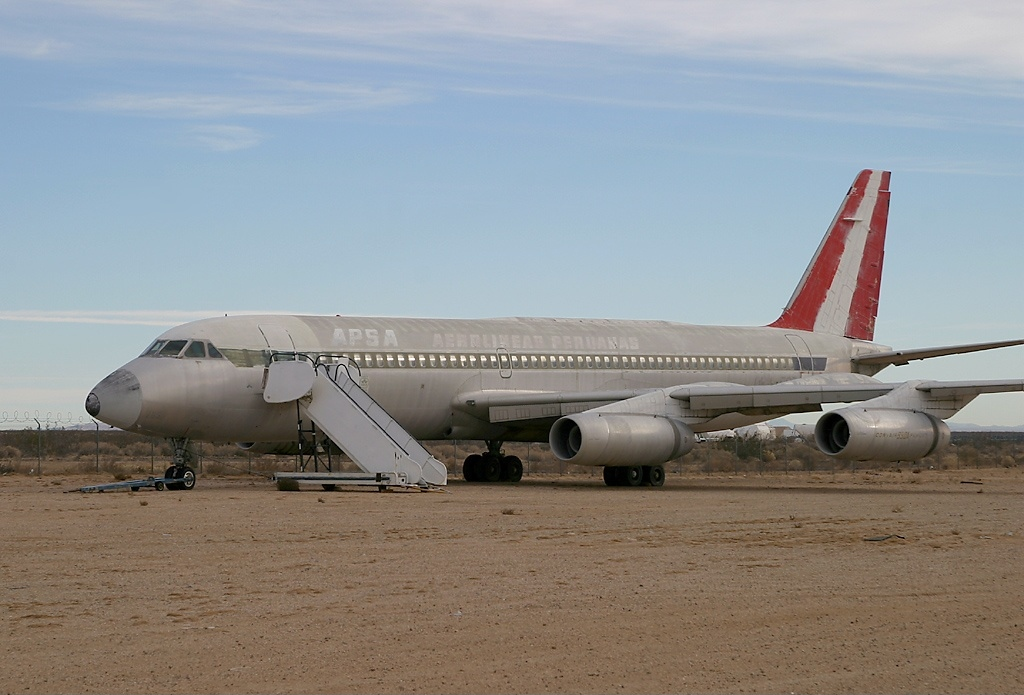
モハベ空港に放置される元APSAペルー航空のコンベアCV990

旧称はCV600で、発売直前に「CV990」に改称されたことからも自明な通り、当初計画ではCV600こそが本命版であり、中間的なCV880は試作機を省いていきなり量産に入る「クック・クレイギー・プラン」によってCV600に先行して開発され、未完成状態のまま急いで市場投入された経緯がある。

### 新技術の導入
CV880と基本設計を共通にしつつ、主翼を重点においた空力特性の改善、客席とペイロードの増大、航続距離の延長、簡易式ターボファンエンジンへの換装、電装系の信頼性向上策などが施された。高揚力装置の改設計で、事故が多発したCV880最大の問題点だった離着陸性能（失速特性）の改善が計られた。
更に最大運用限界マッハ数を0.91まで引き上げるため、コンベア990の外見上の最大の特徴となる、エリアルールに基づく「スピードカプセル」と称される紡錘形の筒（ラングレー研究所との共同開発）が、主翼後縁から迫り出すように付加された。
エンジンは従前異色の単軸式のまま、タービンの後流に自由回転するディスク（内周がタービンで外周がファン、アフトファン aft-fan 形式）を追加した、他に殆ど類例が無い構成のGE CJ805-23Bに変更され、若干の燃費改善と共に整備作業の簡素化を狙った。胴体はCV880より3.5mストレッチされ、ファースト / エコノミーの2クラスで106席を確保できるようになり経済性が改善された。

### 就航
1961年1月24日に初飛行し、「巡航速度マッハ0.91」をキャッチフレーズに用いたものの、スピードカプセルの摩擦抵抗とエンジン由来の振動が予想以上に大きく、当時唯一導入したエリアルールも亜音速旅客機では効果が薄く、またしても諸性能が保証値を下回る結果となってしまった。しかし、計画が予定より既に10ヶ月以上も遅延していたため、見切り発車的にFAAの耐空証明を同年12月15日に取得し、翌1962年1月8日には第1号機をアメリカン航空に引き渡した。
量産と並行して主翼の空力的見直しに着手し、前縁スラットをクルーガーフラップに改め、付け根のフィンの形状を変更、エンジンマウントを改良し、辛うじて速度以外の計画値をクリアした。この改良型は「990A」と称され、スイス航空やヴァリグ・ブラジル航空、スカンジナビア航空に納入されたほか、後に全機が改修されたが、いずれの航空会社も太平洋や大西洋横断路線などの長距離無着陸路線には就航させなかったため、長距離型派生のため外翼部に設けてあった予備燃料タンクのスペースは利用されることなく終わった。

### 短命
こうした顛末からCV880以来の不評を覆すには至らず、CV880を導入していた日本航空やデルタ航空だけでなく、CV880の開発を共に進めたトランス・ワールド航空からの発注もなかった。さらに、アメリカン航空やスカンジナビア航空からオプション発注のキャンセルを受け（アメリカン航空からはオプション分を全機キャンセルされた）、在庫を抱えたコンベア部門が深刻な経営危機に陥ったこともあって、1962年夏には受注を締め切り、わずか39機をもって製造ラインが閉じられた。
しかしCV880が悩まされた信頼性上の問題は解消されており、30年耐久を謳った製造品質も良好だったため、スイス航空は1975年まで運用し羽田でも姿を見ることができた。また、スペインのチャーター便会社スパンタックスやアメリカのポーツ・オブ・コール・デンバーでは1980年代まで、長距離国際線などで運用されていた。なお、CV880同様、その細い胴体から貨物機に改修された機材はほとんどなかった。1980年代中盤には全機が退役した。

## NASAの高速実験機として

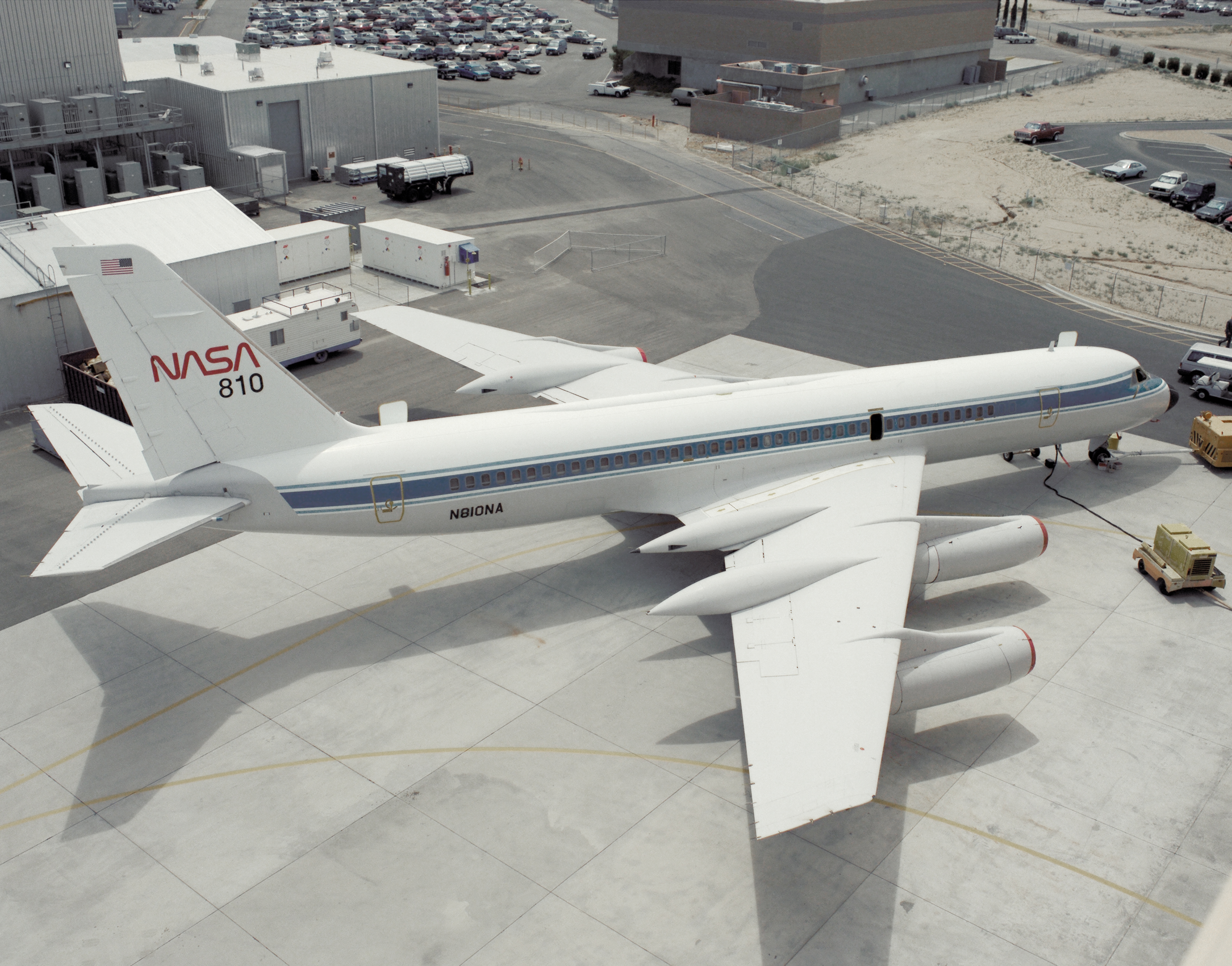
NASAのコンベア990A (N810NA)

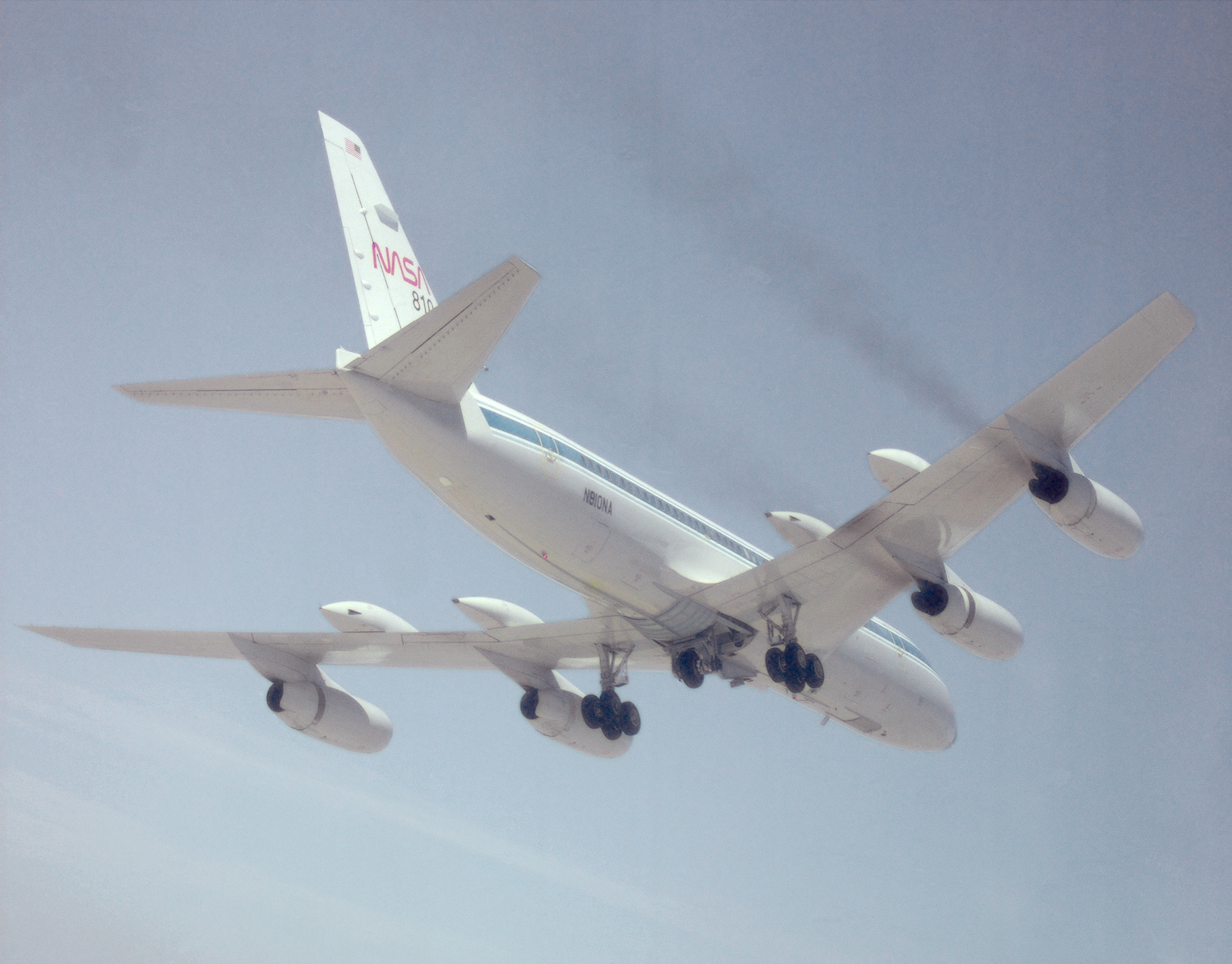
同上、特徴的なスピードカプセルが分かる

アメリカ航空宇宙局のエイムズ研究センターでは3機（他に部品取り用ジャンク数機）のCV990を、緩降下で容易に音速を突破でき、水平飛行でも時速1,000kmを超えられる唯一の大型チェイス機、高速実験機として約30年間運用していた。
- N711NA『ガリレオ』
  - GD社有のCV990初号機 (ex.N5601G) を1964年に購入。各種試験装置を搭載し日食や流星観測等でも実績を挙げていたが、1973年4月12日にモフェットフィールド基地で管制官の誤指示によりアメリカ海軍のP-3Cと滑走路上の低空で衝突して失われた。

- N712NA『ガリレオII』

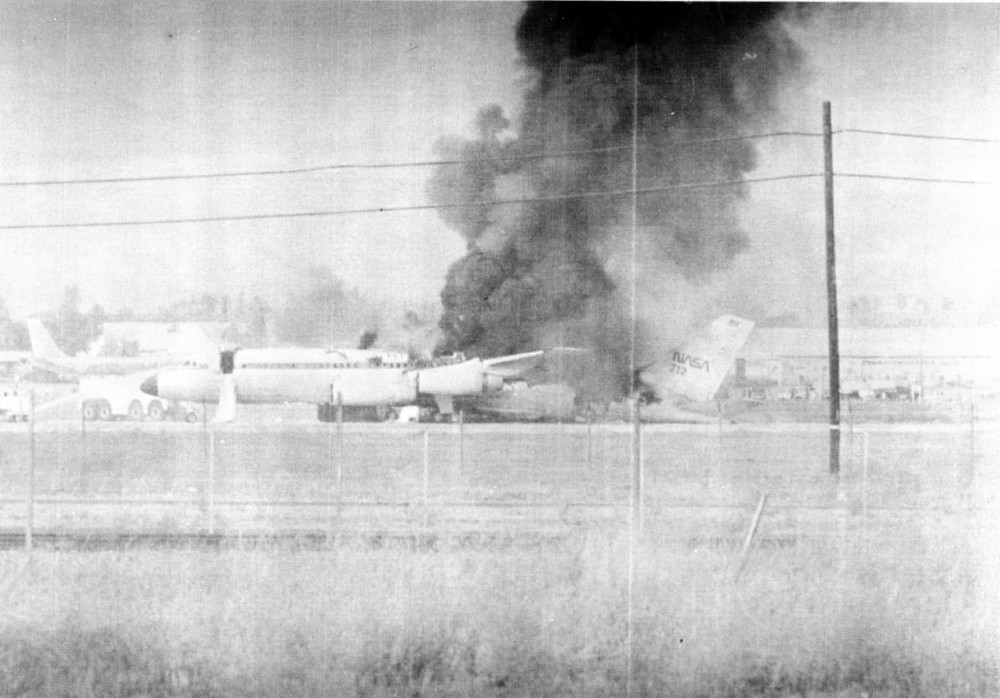
炎上するN712NA

  - N711Aの事故直後にガルーダ・インドネシア航空から中古機 (ex.PK-GJC) をスペア機と共に購入。前任機同様「空飛ぶ天文台」として活躍したが、1985年7月17日にマーチ空軍予備役基地で離陸滑走中のタイヤバーストから発火、全損喪失した。
- N713NA → N710NA → N810NA
  - 1975年にアメリカン航空の中古機 (ex.N5617) をスペア機と共に購入。1989年に一度退役したが、1993年ドライデン飛行研究センターに移籍復活し、Tu-144LLに交替する1995年まで各種飛行試験に用いられた後、モハーヴェ空港でモスボール中。

## スペック
- 全長 42.47 m
- 全幅 36.60 m
- 全高 12.05 m
- 座席数 最大133席
- 運航乗務員 4人
- 乾燥重量 113,000 lb
- 最大離陸重量 253,000 lb

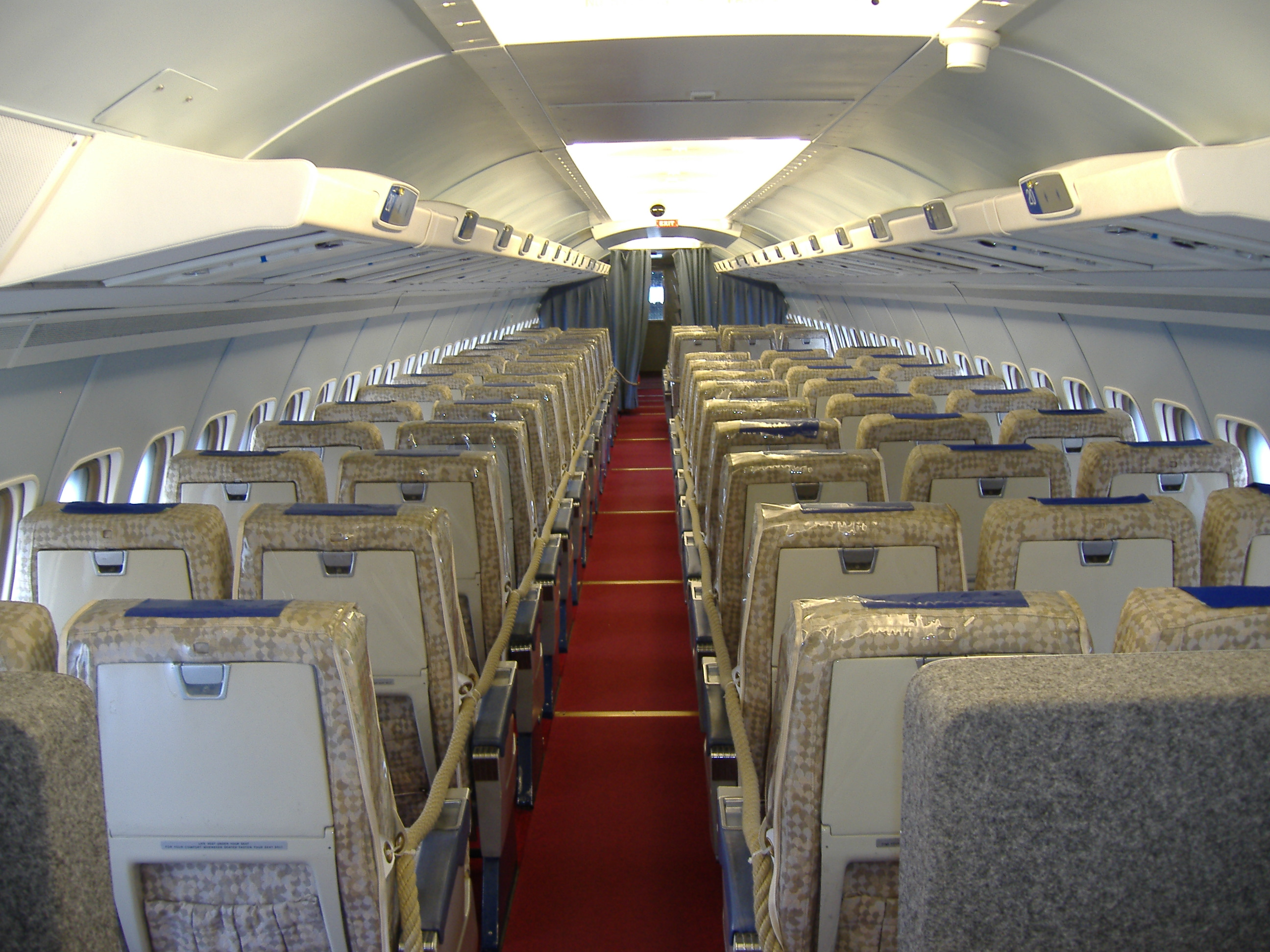
スイス運輸博物館で展示中の元スイス航空のCV990Aの客室。2-3配列

- エンジン GE製 CJ805-23B 簡易ターボファンエンジン 4基
- 巡航速度 912 km/h
- 航続距離 6,200 km

## 導入航空会社

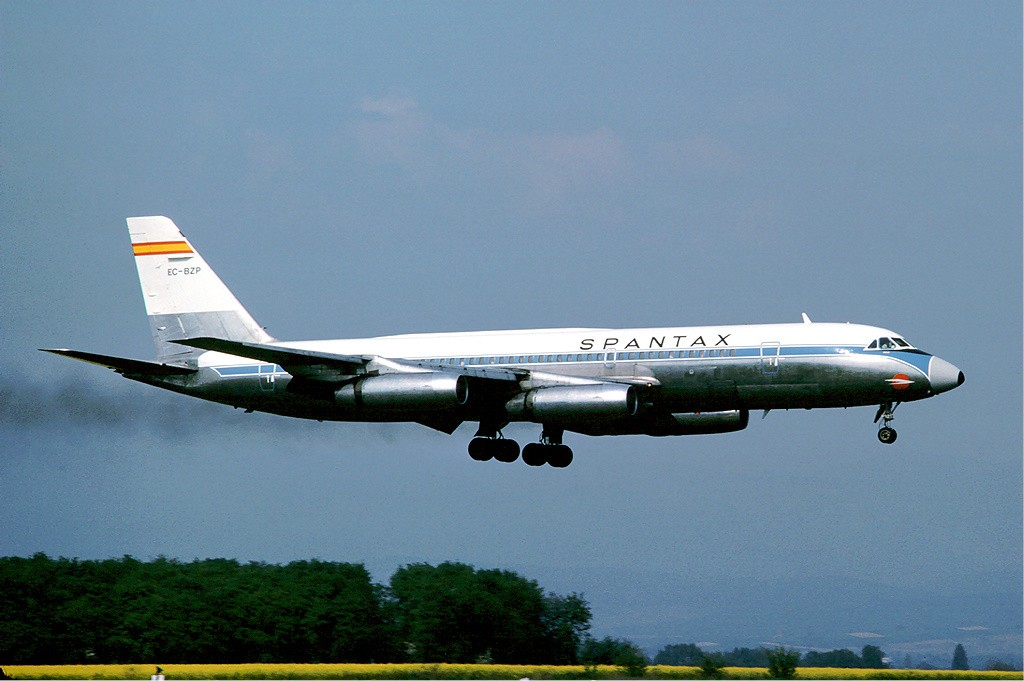
スパンタックスのCV990A。出力を絞った着陸時でも黒煙が見られる

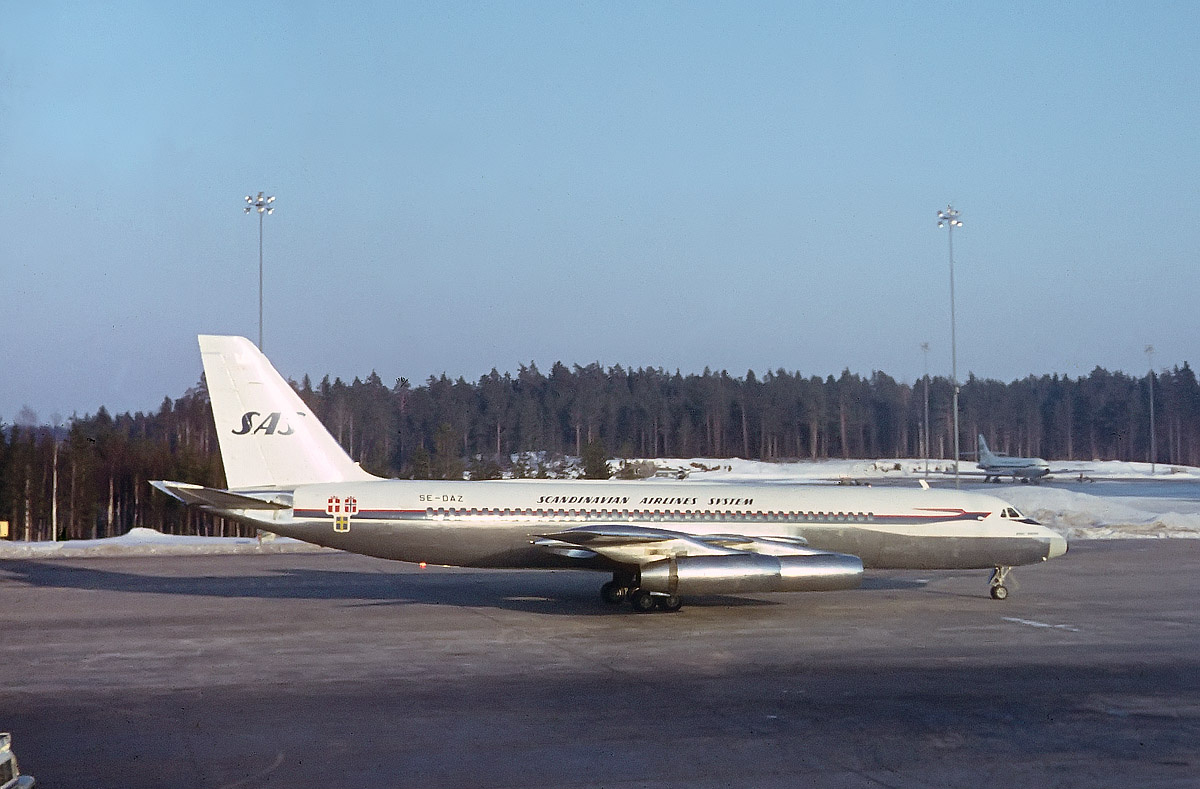
スカンジナビア航空のコンベアCV990

### 発注した航空会社
- アメリカン航空 20機
- ガルーダ・インドネシア航空 3機
- タイ国際航空
- ミドル・イースト航空
- スカンジナビア航空 3機
- スイス航空 6機
- イベリア航空
- スパンタックス航空
- ヴァリグ・ブラジル航空 3機

### その他の航空会社
- ポーツ・オブ・コール・デンバー
- インターノルド
- ノルドエア
- ガーナ航空
- APSAペルー航空
- バルエア（スイス航空から移籍）

## 事故
- 1970年2月21日、チューリッヒ空港を離陸したスイス航空330便の貨物室に積み込まれた爆弾が爆発し、同機は制御不能に陥り墜落した。乗員乗客47人全員が死亡。
- 1972年12月3日、テネリフェ・ノルテ空港を離陸直後のスパンタックス275便が制御不能に陥り墜落した。乗員乗客155人全員が死亡。
- 1973年3月5日、スパンタックス400便とイベリア航空504便（DC-9-32）がフランスのナント上空で空中衝突した。イベリア航空機は墜落したが、スパンタックス機は緊急着陸に成功した。イベリア航空機の乗員乗客68人全員が死亡。
- 1973年4月12日、モフェット・フェデラル飛行場（英語版）付近でNASA所有のCV-990とアメリカ海軍所有のロッキード P-3Cが空中衝突した。両機共に墜落し、乗員乗客17人中16人が死亡。